# Frankfort
Frankfort este un oraș din Africa de Sud.